# 27.º Batallón Aéreo de Reemplazo
El 27.º Batallón Aéreo de Reemplazo (27. Flieger-Ersatz-Abteilung) fue una unidad de la Luftwaffe de la Alemania nazi.

## Historia
Fue formado el 1 de abril de 1937 en Halberstadt, a partir del 22.º Batallón Aéreo de Reemplazo. El 1 de noviembre de 1938 es redesignado como 52.º Batallón Aéreo de Reemplazo.